# Johann Amerbach
Johann Amerbach, né vers 1440/1445 à Amorbach, en électorat de Mayence et mort à Bâle le 25 décembre 1513, est un imprimeur du XVe siècle.
Johann Amerbach entretient des relations intellectuelles avec la chartreuse du Val-Sainte-Marguerite de Bâle, accès à la bibliothèque qu'il enrichit en retour d'éditions sorties de ses presses.
Il donne en 1506 une édition des Œuvres de saint Augustin pour laquelle il emploie un caractère qui est nommé saint-augustin. Il est le père du juriste et ami d'Erasme Bonifacius Amerbach.